# Maria Dobrowolska (geograf)
Maria Dobrowolska z domu Mrazek (ur. 26 maja 1895 w Ropicy, zm. 22 października 1984 w Krakowie) – polska geograf.

## Życiorys
W latach 1915–1919 studiowała geografię na Uniwersytecie Jagiellońskim. Podczas I wojny światowej była działaczką Ligi Kobiet Galicji i Śląska. W 1921 roku obroniła swą rozprawę doktorską, której promotorem był Ludomir Sawicki. Wieloletnia nauczycielka krakowskich szkół średnich. W czasie II wojny światowej uczestniczyła w tajnym nauczaniu, kierując ośrodkiem nauczania nr 6 w Krakowie-Dębnikach, który mieścił się w jej mieszkaniu i jej męża Kazimierza,  znanego historyka kultury i socjologa. Od 1949 pracowała w Wyższej Szkole Pedagogicznej (obecnie Uniwersytet Pedagogiczny im. KEN) w Krakowie. Była pierwszym kierownikiem Zakładu Geografii WSP, a od 1951 r. kierownikiem Katedry Geografii Społeczno-Gospodarczej. Napisała prace z geografii osadnictwa, regionalizacji i metodyki. Autorka pracy: Dynamika krajobrazu kulturalnego.

Za swoją pracę została odznaczona Krzyżem Komandorskim Orderu Odrodzenia Polski, Medalem Komisji Edukacji Narodowej oraz tytułem "Zasłużony Nauczyciel PRL". W 1967 przeszła na emeryturę. Została pochowana wraz z mężem na Cmentarzu Salwatorskim (sektor SC 12, rząd C, grób 6).

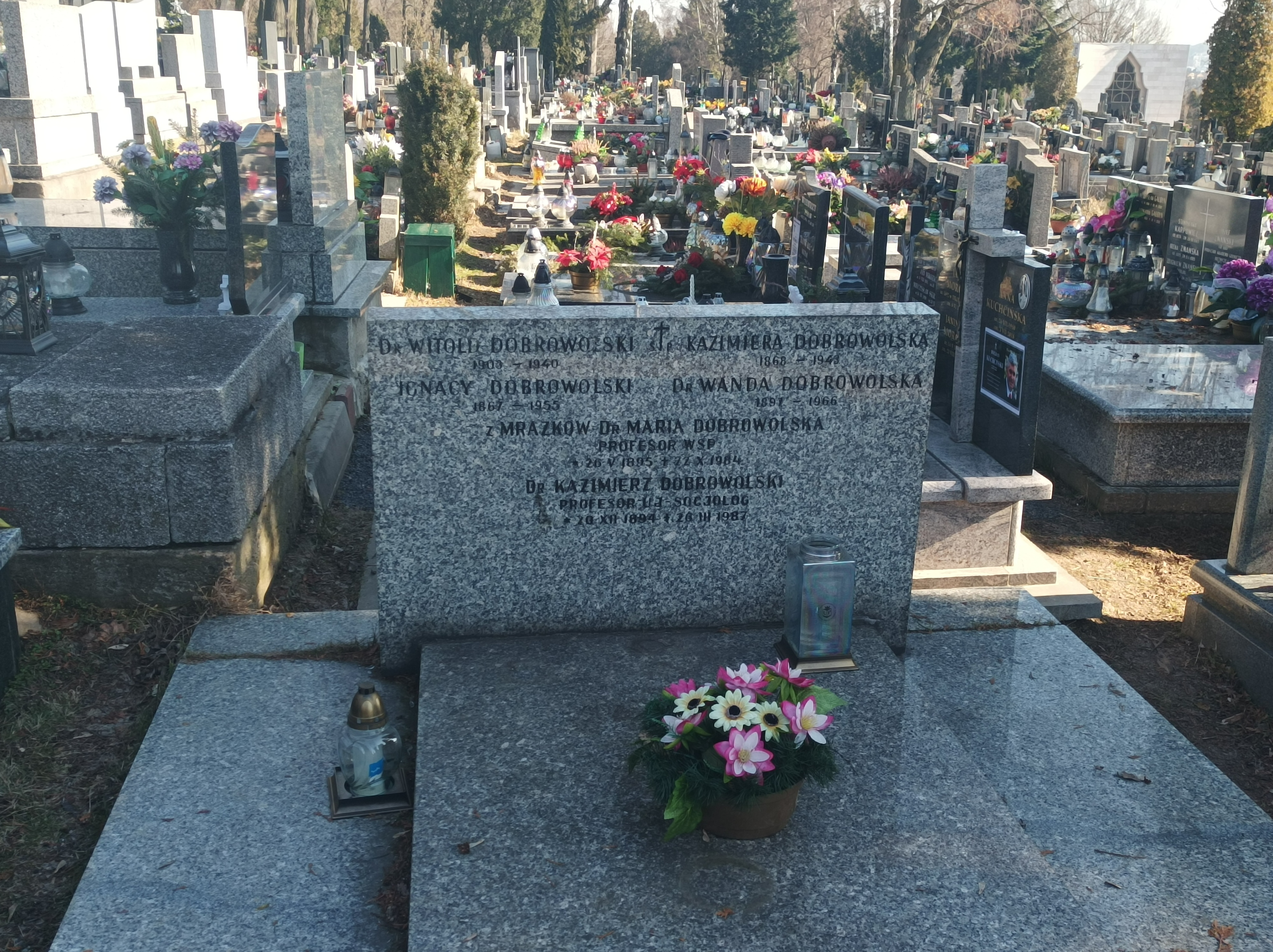
Grób prof. Kazimierza i prof. Marii Dobrowolskiej na Cmentarzu Salwatorskim